# Pedro Diniz

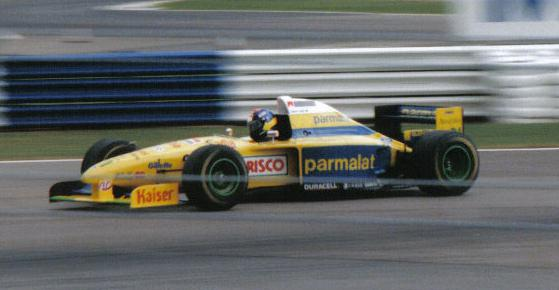
Diniz amb un Forti F1 al GP Gran Bretanya'95.

Pedro Diniz (22 de maig del 1970 a São Paulo, Brasil) és un pilot de curses automobilístiques brasiler retirat que va arribar a disputar curses de Fórmula 1.
Pedro Diniz va debutar a la primera cursa de la temporada 1995 (la 46a temporada de la història) del campionat del món de la Fórmula 1, disputant el 26 de març del 1995 el G.P. de Brasil al circuit de Interlagos.
Va participar en un total de noranta-nou curses puntuables pel campionat de la F1 disputades en sis temporades consecutives (1995 - 2000) aconseguint una cinquena posició com millor classificació en una cursa (en dues ocasions), i assolí deu punts vàlids pel campionat del món de pilots.

## Resultats a la Fórmula 1
| Any  | Equip                    | Xassís        | Motor       | 1       | 2       | 3       | 4       | 5       | 6       | 7       | 8       | 9       | 10      | 11      | 12      | 13      | 14      | 15      | 16      | 17      | Posició | Punts |
| ---- | ------------------------ | ------------- | ----------- | ------- | ------- | ------- | ------- | ------- | ------- | ------- | ------- | ------- | ------- | ------- | ------- | ------- | ------- | ------- | ------- | ------- | ------- | ----- |
| 1995 | Parmalat Forti F1 Ford   | Forti F1      | Ford        | BRA 10  | ARG NC  | SMR NC  | ESP Ret | MON 10  | CAN Ret | FRA Ret | GB Ret  | ALE Ret | HON Ret | BEL 13  | ITA 9   | POR 16  | EUR 13  | PAC 17  | JAP Ret | AUS 7   | -       | 0     |
| 1996 | Ligier Gauloises         | Equipe Ligier | Mugen Honda | AUS 10  | BRA 8   | EUR Ret | ARG 10  | SMR 7   | MON Ret | ESP 6   | CAN Ret | FRA Ret | GBR Ret | ALE Ret | HUN Ret | BEL Ret | ITA 6   | POR Ret | JAP Ret |         | 15è     | 2     |
| 1997 | Danka Arrows Yamaha      | Arrows        | Yamaha      | AUS 10  | BRA Ret | ARG Ret | SMR Ret | MON Ret | ESP Ret | CAN 8   | FRA Ret | GBR Ret | ALE Ret | HUN Ret | BEL 7   | ITA Ret | AUT 13  | LUX 5   | JAP 12  | EUR Ret | 16è     | 2     |
| 1998 | Danka Zepter Arrows      | Arrows        | Arrows      | AUS Ret | BRA Ret | ARG Ret | SMR Ret | ESP Ret | MON 6   | CAN 9   | FRA 14  | GBR Ret | AUT Ret | ALE Ret | HUN 11  | BEL 5   | ITA Ret | LUX Ret | JAP Ret |         | 14è     | 3     |
| 1999 | Red Bull Sauber Petronas | Sauber        | Petronas    | AUS Ret | BRA Ret | SMR Ret | MON Ret | ESP Ret | CAN 6   | FRA Ret | GBR 6   | AUT 6   | ALE Ret | HUN Ret | BEL Ret | ITA Ret | EUR Ret | MYS Ret | JAP 11  |         | 14è     | 3     |
| 2000 | Red Bull Sauber Petronas | Sauber        | Petronas    | AUS Ret | BRA NVS | SMR 8   | GBR 11  | ESP Ret | EUR 7   | MON Ret | CAN 10  | FRA 11  | AUT 9   | ALE Ret | HUN Ret | BEL 11  | ITA 8   | USA 8   | JAP 11  | MYS Ret | -       | 0     |

### Resum
| Curses: | Victòries: | Pòdiums: | Poles: | Voltes ràpides: | Punts: |
| ------- | ---------- | -------- | ------ | --------------- | ------ |
| 99 (98) | 0          | 0        | 0      | 0               | 10     |